# Henning Podebusk
Henning Podebusk, auch Henning von Putbus (* Rügen; † 1388 in Egholm auf Sjælland) war letzter Drost von Dänemark und wird heute als dessen bedeutendster Innen- und Außenpolitiker des Mittelalters gesehen.

## Leben
Podebusk entstammte der deutsch-slawischen Adelsfamilie zu Putbus (in Dänemark als Podebusk danisiert), die von den Fürsten von Rügen abstammte. Über seine Herkunft und Jugend ist sonst nichts bekannt.
Er trat 1350 in die Geschichte Dänemarks ein, nachdem ihn der König Waldemar IV. Atterdag nach einem Treffen in Norddeutschland in dänische Dienste übernommen hatte. Er erwarb sich durch seine uneingeschränkte Loyalität und sein diplomatisches Können das Vertrauen Waldemars und wurde 1365 Drost, nach heutiger Diktion Ministerpräsident Dänemarks. In diese Zeit fällt die Wiederherstellung der Vormachtstellung Dänemarks im Ostseeraum verbunden mit heftigen kriegerischen Auseinandersetzungen mit den Städten der Hanse. Podebusk erwies sich als Meister, wenn es darum ging, ungünstige Bedingungen von Friedensverträgen faktisch und diplomatisch durch Handelsbehinderungen zu unterlaufen, wie es sich zum Beispiel nach dem Frieden von Vordingborg (1365) zeigte. Dies führte im Anschluss an den Hansetag in Köln 1367 (Kölner Konföderation) zu einer erneuten Kriegserklärung der Hanse an Dänemark. Nach der Schlacht im Strelasund war der Krieg für König Waldemar verloren. Der Frieden von Stralsund (1370) wurde unter Führung Henning Podebusks mit den führenden Vertretern der Hanse, dem Lübecker Bürgermeister Jakob Pleskow und dem Stralsunder Bürgermeister Bertram Wulflam verhandelt.
Im Anschluss an den Frieden stellte Podebusk zunächst im inneren Dänemarks die Ordnung wieder her, hatten doch einige Angehörige des dänischen Adels im Krieg auf Seiten der Hanse gestanden. Auch gelang es ihm die für Dänemark wirtschaftlich und politisch nicht hinnehmbaren Vorgaben des Friedensvertrages abzumildern und zu unterlaufen.
Mit dem Tod König Waldemars 1375 wurde er zum gleichermaßen loyalen Berater der Königin Margarethe I., der er – wohl sein letzter Erfolg – mit der Anerkennung als Herrscherin durch den Reichsrat (1387) den Weg zur Eroberung Schwedens und damit zur Begründung der Kalmarer Union ebnete.
Nach seinem Tod wurde das Amt eines Drosten in Dänemark nicht mehr vergeben. Podebusk wurde in der Schlosskirche von Sorø begraben.
Podebusk wird in den Gurre-Liedern, dem dänischen „Nibelungenlied“, als der treue Henning und Stütze König Waldemars angesichts des Todes seiner Geliebten Tove erwähnt.
Er hatte folgende Kinder: 
- Tetz (Theus) Podebusk († vor 1401), Bischof von Odense (1392–1400) als Nachfolger von Waldemar Podebusk (1376–1392)
- Hans Podebusk († um 1412), auf Putbus, heiratet Anne Vendelbo, Erbin von Burg Skjern (Skjerngaard) bei Viborg, und erhält von Königin Margarethe I. die Burg Egholm (bei Sæby Sogn auf Seeland) zu Lehen.
- Pridbor (Predbjørn) Podebusk († nach 1412), auf Egholm, heiratet Ingeborg Christiernsdatter Vendelbo, Erbin von Vosborg bei Vemb in Jütland
- Borante († 1397)
- Gese Podebusk († nach 1408), heiratet den Ritter Jep Trugildsen

Die Familie Putbus/Podebusk teilte sich 1483 in einen dänischen und einen Rügener Zweig. Der Letztere starb 1702 aus, so dass die Besitzungen auf Rügen an einen Zweig der dänischen Familie zurückfielen, die 1807 unter Wilhelm Malte I. in den schwedischen Fürstenstand erhoben wurde.